# Shock Records
Shock Records ist das größte australische Independentlabel. Das Label hilft beim Absatz von Überseeveröffentlichungen von Labels wie Epitaph Records sowie von kleineren Labels wie Cement Records. Shock Records wurde im Jahr 1988 von David Williams, Frank Falvo und Andrew McGhee gegründet. Mit dem Label veröffentlichten, vertrieben und exportierten sie Tonträger. Alle drei arbeiteten vorher bereits im Verkauf oder Vertrieb im Musikbereich. Williams arbeitete für eine Firma namens Musicland in Melbourne, Falvo arbeitete für Exposure Records und McGhee für Greville Records. Shock Exports ist der Name der Exportabteilung von Shock Records.
Shock Records vertrieb die CDs von The Saddle Club.
Shock Records vertreibt und exportiert Tonträger von australischen Künstlern, die verschiedenen Genres angehören. Das Label erhielt den Governor of Victoria Export Award in den Jahren 1995, 2000, 2001, 2002, 2003 and 2004. Bisher erschienen 20.000 Kopien über das Label. Shock gründete außerdem CDFA, worüber DVDs, MusiK, Computerspiele und andere Unterhaltungsprodukte in ganz Australien vertrieben werden.
Shock Records war das erste australische Majorlabel, das das Internet komplett für seine Geschäfte nutzte. Im Jahr 1994 war es das erste australische Label, das Tonträger über das Internet absetzte und im Jahr 1997 bot das Label den MP3-Download von Singles an. Angeboten wurden unter anderem Gruppen wie Frenzal Rhomb und Bodyjar.
Das erste Nummer-Eins-Album des Labels war Smash von der US-amerikanischen Band The Offspring. Shock Records eröffnete die erste Vertriebsstelle in Neuseeland im Jahr 1999, wobei das Album Crush von Jennifer Paige die erste Veröffentlichung war, welche auch einen Nummer-Eins-Platz in den Charts erreichte. 

## Labels
- Architecture Label
- Boomtown Records
- Burning Heart
- Cooking Vinyl
- Delta Grove
- Dine Alone Records
- Epitaph Records
- Eyeball Records
- Fat Wreck Chords
- Fearless Records
- Hopeless Records
- In-Fidelity Records
- Ipecac Recordings
- Permanent Records
- Psychopathic Records
- Redline Records
- Resist Records
- ShockWave Records
- Trustkill
- Vagrant Records
- White Drugs
- Yep Roc Records

## Bands
- AC4
- Against Me!
- Amusement Parks on Fire
- Ane Brun
- Ani DiFranco
- The Anyones
- Area-7
- At the Drive-In
- Backsliders
- Blakfish
- Bodyjar
- Bring Me the Horizon
- British India
- Buckley Ward
- Calling All Cars
- The Casanovas
- City and Colour
- Dan Kelly and the Alpha Males
- The Drones
- Dubious Brothers
- Every Move a Picture
- Freestylers
- GZR
- The Gibson Brothers
- The Gilmorea
- Gomez
- Goodshirt
- hellogoodbye
- The Saddle Club
- Heli Simpson
- Heroes for Hire
- Hoodoo Gurus
- House Vs. Hurricane
- Junip
- The Kill Devil Hills
- Lambchop
- Laura Gissara
- Luka Bloom
- Neko Case
- Nine Inch Nails
- NOFX
- Orange Blossom
- Outcry
- Parkway Drive
- Peter Bjorn and John
- The Prodigy
- Public Enemy
- Ricki-Lee
- Sophie and Kia
- The Sadies
- The Spazzys
- The Stems
- They Might Be Giants
- True Live
- Silverpram
- Stereophonics
- Sugar Army
- Think of One
- TISM
- Transport
- Turbonegro
- Unwritten Law
- While She Sleeps